# خانیک (ارسک)
خانیک یک منطقهٔ مسکونی در ایران است که در دهستان رقه واقع شده‌است. خانیک ۱۲۲ نفر جمعیت دارد.